# Zwin & Kievittepolder
Zwin & Kievittepolder este o arie protejată (arie de protecție specială avifaunistică — SPA) din Țările de Jos întinsă pe o suprafață de 116 ha, integral pe uscat.

## Localizare
Centrul sitului Zwin & Kievittepolder este situat la coordonatele 51°22′08″N 3°22′21″E / 51.3689°N 3.3726°E.

## Înființare
Situl Zwin & Kievittepolder a fost declarat arie de protecție specială avifaunistică în octombrie 1996 pentru a proteja 1 specie de animale.

## Biodiversitate
Situată în ecoregiunea atlantică, aria protejată nu include niciun habitat protejat.
La baza desemnării sitului se află o specie protejată de  păsări: egretă mică (Egretta garzetta).